# Зигимунд фон Халберщат
Зигимунд фон Халберщат (на немски: Sigimund, Siegmund, Sigmund, Sigemundus, Sigismundus von Halberstadt; † 14 януари 923 или 924) е първият епископ в Халберщат от 894 г. до смъртта си.

## Произход и управление
Произходът му не е известен. Той е известен с конфликта му през 906 г. с крал Хайнрих I Птицелов от Източното франкско царство и женитбата му с монахинята Хатебурга Мерзебургска.
На 5 май 895 г. Зигимунд е споменат за пръв път в документ, когато подписва решенията на църковния събор в Трибур/Требур.
През есента на 916 г. Зигимунд и други саксонски епископи не присъстват на църковния събор в Хоеналтхайм. Бойкотът на саксонските епископи е срещу крал Конрад I, чиято сила трябва да се увеличи чрез събора.
Зигимунд умира след дълго боледуване и е първият епископ, погребан в Халберщат. Той препоръчва за следващ епископ Бернхард фон Хадмерслебен.